# L'Albenc
L'Albenc és un municipi francès situat al departament de la Isèra i a la regió d'Alvèrnia-Roine-Alps. L'any 2007 tenia 1.069 habitants.

## Demografia

### Població
El 2007 la població de fet de L'Albenc era de 1.069 persones. Hi havia 410 famílies de les quals 84 eren unipersonals (44 homes vivint sols i 40 dones vivint soles), 131 parelles sense fills, 167 parelles amb fills i 28 famílies monoparentals amb fills.
La població ha evolucionat segons el següent gràfic:
Habitants censats

### Habitatges
El 2007 hi havia 459 habitatges, 413 eren l'habitatge principal de la família, 12 eren segones residències i 33 estaven desocupats. 398 eren cases i 58 eren apartaments. Dels 413 habitatges principals, 323 estaven ocupats pels seus propietaris, 80 estaven llogats i ocupats pels llogaters i 10 estaven cedits a títol gratuït; 2 tenien una cambra, 22 en tenien dues, 57 en tenien tres, 118 en tenien quatre i 214 en tenien cinc o més. 292 habitatges disposaven pel capbaix d'una plaça de pàrquing. A 153 habitatges hi havia un automòbil i a 230 n'hi havia dos o més.

### Piràmide de població
La piràmide de població per edats i sexe el 2009 era:
| Homes | Edats   | Dones |
| ----- | ------- | ----- |
| 0     | 95 o +  | 4     |
| 0     | 90 a 94 | 0     |
| 0     | 85 a 89 | 0     |
| 0     | 80 a 84 | 4     |
| 20    | 75 a 79 | 20    |
| 20    | 70 a 74 | 24    |
| 16    | 65 a 69 | 24    |
| 28    | 60 a 64 | 12    |
| 16    | 55 a 59 | 16    |
| 48    | 50 a 54 | 48    |
| 48    | 45 a 49 | 28    |
| 28    | 40 a 44 | 64    |
| 44    | 35 a 39 | 24    |
| 40    | 30 a 34 | 40    |
| 28    | 25 a 29 | 20    |
| 24    | 20 a 24 | 16    |
| 72    | 15 a 19 | 40    |
| 52    | 10 a 14 | 12    |
| 24    | 5 a 9   | 20    |
| 28    | 0 a 4   | 36    |

## Economia
El 2007 la població en edat de treballar era de 696 persones, 521 eren actives i 175 eren inactives. De les 521 persones actives 493 estaven ocupades (274 homes i 219 dones) i 29 estaven aturades (13 homes i 16 dones). De les 175 persones inactives 62 estaven jubilades, 48 estaven estudiant i 65 estaven classificades com a «altres inactius».

### Ingressos
El 2009 a L'Albenc hi havia 407 unitats fiscals que integraven 1.075,5 persones, la mediana anual d'ingressos fiscals per persona era de 18.103 €.

### Activitats econòmiques
Dels 50 establiments que hi havia el 2007, 1 era d'una empresa alimentària, 1 d'una empresa de fabricació de material elèctric, 7 d'empreses de fabricació d'altres productes industrials, 8 d'empreses de construcció, 6 d'empreses de comerç i reparació d'automòbils, 3 d'empreses de transport, 3 d'empreses d'hostatgeria i restauració, 1 d'una empresa financera, 2 d'empreses immobiliàries, 2 d'empreses de serveis, 14 d'entitats de l'administració pública i 2 d'empreses classificades com a «altres activitats de serveis».
Dels 19 establiments de servei als particulars que hi havia el 2009, 1 era una oficina de correu, 5 tallers de reparació d'automòbils i de material agrícola, 1 autoescola, 3 paletes, 1 fusteria, 1 lampisteria, 2 electricistes, 1 perruqueria, 3 restaurants i 1 saló de bellesa.
L'únic establiment comercial que hi havia el 2009 era una fleca.
L'any 2000 a L'Albenc hi havia 32 explotacions agrícoles que ocupaven un total de 779 hectàrees.

## Equipaments sanitaris i escolars
El 2009 hi havia una escola elemental.

## Poblacions properes
El següent diagrama mostra les poblacions més properes.